# Hans Tegner (tegner)
 Der er flere personer med dette navn, se Hans Tegner.
Hans Christian Harald Tegner (født 30. november 1853 i København, død 2. april 1932 på Frederiksberg) var en dansk kunstner.
Hans Tegner var søn af litograf Isac Wilhelm Tegner, og blev født i København. I faderens og Adolph Kittendorffs etablissement arbejdede han, indtil han af arkitekt C.V. Nielsen blev dimitteret til Kunstakademiet og kom til at male under Jørgen Roed. 
Som maler kom han aldrig til at udstille, og hvad han udførte i olie, var kun lidt; mere og mere gik han over til at arbejde som tegner og akvarellist; det eneste, han som ung lod fremkomme på Charlottenborg, var vandfarvetegninger til H.C. Andersens eventyr Fyrtøjet (1882) og den store akvarel Fanetoget til Amalienborg, udført i anledning af Regeringsjubilæet 1888 og erhvervet af kongen. 
På sin første udenlandsrejse 1882 og 1883 var han i Tyskland, Schweiz og Frankrig, senere var han flere gange med offentlig understøttelse i Frankrig og Italien. Han fik Fortjenstmedaljen i guld i 1889, året efter, at han på verdensudstillingen i Paris var blevet hædret med guldmedalje. 
Den udmærkelse, der vistes ham i Danmark, tilkendtes ham nærmest som anerkendelse for det værk, der må regnes for hans livs mest fremragende, den 1883-88 udførte omfangsrige og i mange henseender meget betydelige række illustrationer til Ludvig Holbergs komedier, fuldtud selvstændige og byggede på et anseligt kulturhistorisk stilstudium. 
Et andet hovedværk af Tegner er tegningerne i Verdensudgaven af H.C. Andersen, fuldendt i 1900, også omhyggeligt kulturhistorisk underbyggede. Ved siden heraf har Tegner udført mangfoldige illustrationsværker og enkeltblade, dels af illustrerende, dels af dekorativt indhold, ikke få stilfulde forbilleder for kunstindustrielle arbejder, deraf en mængde for boghåndværk og andet skønvirke. 
Fra 1901 forestod Tegner en årrække Kunstindustrimuseets håndværksskole, fra 1907 til sin død var han kunstnerisk leder af Bing og Grøndahls porcelænsfabrik. 1905 udstillede han i München en række tegninger, der hædredes med guldmedalje. Senere blev han Ridder af Dannebrog og fik den Islandske Falkeorden.
Han døde på Frederiksberg og er begravet på Asminderød Kirkegård.